# Saint-Romain (Charente)
Saint-Romain (okzitanisch Sent Roman) ist eine westfranzösische Gemeinde mit 513 Einwohnern (Stand 1. Januar 2022) im Département Charente in der Region Nouvelle-Aquitaine (vor 2016 Poitou-Charentes). Sie gehört zum Arrondissement Angoulême und zum Kanton Tude-et-Lavalette. Die Einwohner werden Saint-Rominois genannt.

## Lage
Saint-Romain liegt etwa 42 Kilometer südlich von Angoulême in der Grenzregion zum Périgord. Umgeben wird Saint-Romain von den Nachbargemeinden Bellon im Nordwesten und Norden, Pillac im Norden, Laprade im Osten, Aubeterre-sur-Dronne im Südosten, Bonnes und Les Essards im Süden, Rouffiac im Südwesten, Orival im Westen sowie Courlac im Westen und Nordwesten.

## Bevölkerungsentwicklung
| Jahr                       | 1962 | 1968 | 1975 | 1982 | 1990 | 1999 | 2006 | 2019 |
| Einwohner                  | 522  | 506  | 506  | 460  | 437  | 512  | 535  | 508  |
| Quellen: Cassini und INSEE |      |      |      |      |      |      |      |      |

## Sehenswürdigkeiten

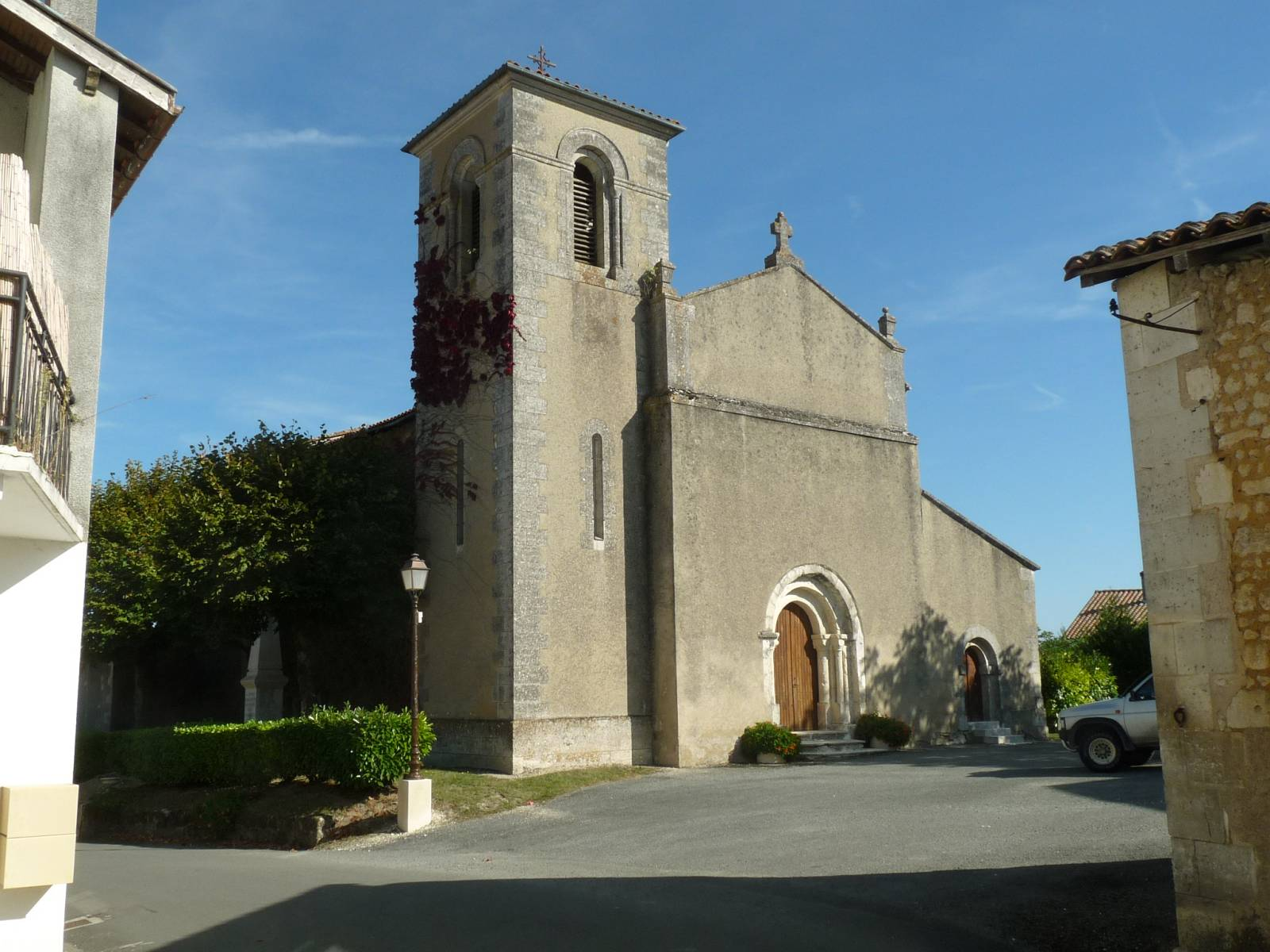
Kirche Saint-Romain

- Kirche Saint-Romain
- Schloss Puycheni